# Salvador aux Jeux olympiques d'été de 2020
Le Salvador participe aux Jeux olympiques d'été de 2020 à Tokyo au Japon. Il s'agit de sa 12e participation à des Jeux d'été.

## Athlètes engagés
| Sport      | Hommes | Femmes | Total |
| ---------- | ------ | ------ | ----- |
| Athlétisme | 1      | 0      | 1     |
| Boxe       | 0      | 1      | 1     |
| Natation   | 1      | 1      | 2     |
| Voile      | 1      | 0      | 1     |
| Total      | 3      | 2      | 5     |

## Résultats

### Athlétisme
Le Salvador bénéficie d'une place attribuée au nom de l'universalité des Jeux. José Andrés Salazar dispute le 200 mètres masculin.
| Athlète             | Épreuve        | 1er tour | 1er tour | Demi-finale | Demi-finale | Finale  | Finale  |
| Athlète             | Épreuve        | Temps    | Rang     | Temps       | Rang        | Temps   | Rang    |
| ------------------- | -------------- | -------- | -------- | ----------- | ----------- | ------- | ------- |
| José Andrés Salazar | 200 m masculin | 21 s 66  | 7e       | Éliminé     | Éliminé     | Éliminé | Éliminé |

### Boxe
| Athlète            | Catégorie              | 1/16e de finale     | 1/8e de finale      | Quart de finale     | Demi-finale         | Finale              | Rang |
| Athlète            | Catégorie              | Adversaire Résultat | Adversaire Résultat | Adversaire Résultat | Adversaire Résultat | Adversaire Résultat | Rang |
| ------------------ | ---------------------- | ------------------- | ------------------- | ------------------- | ------------------- | ------------------- | ---- |
| Yamileth Solorzano | Plumes femmes (-57 kg) | Irie Défaite 0-5    | Éliminée            | Éliminée            | Éliminée            | Éliminée            | =17e |

### Natation
| Athlète        | Épreuve                     | Série          | Série | Demi-finale | Demi-finale | Finale   | Finale   |
| Athlète        | Épreuve                     | Temps          | Rang  | Temps       | Rang        | Temps    | Rang     |
| -------------- | --------------------------- | -------------- | ----- | ----------- | ----------- | -------- | -------- |
| Marcelo Acosta | 800 m nage libre masculin   | 8 min 3 s 1    | 31e   | Non disputé | Non disputé | Éliminé  | Éliminé  |
| Marcelo Acosta | 1 500 m nage libre masculin | 15 min 27 s 37 | 25e   | Non disputé | Non disputé | Éliminé  | Éliminé  |
| Celina Márquez | 100 m dos féminin           | 1 min 3 s 75   | 36e   | Éliminée    | Éliminée    | Éliminée | Éliminée |
| Celina Márquez | 200 m dos féminin           | 2 min 14 s 72  | 23e   | Éliminée    | Éliminée    | Éliminée | Éliminée |

### VoileVoile
Enrique Arathoon a réussi à qualifier son bateau en classe Laser en finissant quatrième des Jeux panaméricains de 2019.
| Athlète          | Compétition  | Régate | Régate | Régate | Régate | Régate | Régate | Régate | Régate | Régate | Régate | Régate | Total net | Rang final |
| Athlète          | Compétition  | 1      | 2      | 3      | 4      | 5      | 6      | 7      | 8      | 9      | 10     | CM     | Total net | Rang final |
| ---------------- | ------------ | ------ | ------ | ------ | ------ | ------ | ------ | ------ | ------ | ------ | ------ | ------ | --------- | ---------- |
| Enrique Arathoon | Laser hommes | 28     | 17     | 11     | 25     | 27     | 19     | 25     | 17     | 15     | 9      | EL     | 165       | 23e        |